# Lista de municípios da Comunidade de Madrid

Mapa da divisão municipal da Comunidade de Madrid

Esta é uma lista dos 179 municípios da província e comunidade autónoma de Madrid, na Espanha.
| Nome                                         | Pop. (2016) |
| -------------------------------------------- | ----------- |
| Ajalvir                                      | 4,440       |
| Alameda del Valle                            | 208         |
| Alcalá de Henares                            | 195,907     |
| Alcobendas                                   | 113,340     |
| Alcorcón                                     | 167,354     |
| Aldea del Fresno                             | 2,584       |
| Algete                                       | 20,311      |
| Alpedrete                                    | 14,417      |
| Ambite                                       | 595         |
| Anchuelo                                     | 1,215       |
| Aranjuez                                     | 57,932      |
| Arganda del Rey                              | 54,256      |
| Arroyomolinos                                | 28,177      |
| Batres                                       | 1,582       |
| Becerril de la Sierra                        | 5,439       |
| Belmonte de Tajo                             | 1,605       |
| Berzosa del Lozoya                           | 198         |
| Boadilla del Monte                           | 49,762      |
| Braojos (Braojos de la Sierra)               | 201         |
| Brea de Tajo                                 | 560         |
| Brunete                                      | 10,374      |
| Buitrago del Lozoya                          | 1,861       |
| Bustarviejo                                  | 2,370       |
| Cabanillas de la Sierra                      | 719         |
| Cadalso de los Vidrios                       | 2,788       |
| Camarma de Esteruelas                        | 7,050       |
| Campo Real                                   | 5,888       |
| Canencia                                     | 451         |
| Carabaña                                     | 1,948       |
| Casarrubuelos                                | 3,589       |
| Cenicientos                                  | 1,986       |
| Cercedilla                                   | 6,751       |
| Cervera de Buitrago                          | 157         |
| Chapinería                                   | 2,214       |
| Chinchón                                     | 5,294       |
| Ciempozuelos                                 | 23,773      |
| Cobeña                                       | 7,009       |
| Collado Mediano                              | 6,583       |
| Collado Villalba                             | 61,597      |
| Colmenar del Arroyo                          | 1,632       |
| Colmenar de Oreja                            | 7,946       |
| Colmenarejo                                  | 8,945       |
| Colmenar Viejo                               | 48,020      |
| Corpa                                        | 672         |
| Coslada                                      | 84,533      |
| Cubas de la Sagra                            | 5,971       |
| Daganzo de Arriba                            | 9,981       |
| El Álamo                                     | 9,017       |
| El Atazar                                    | 95          |
| El Berrueco                                  | 752         |
| El Boalo                                     | 7,225       |
| El Escorial                                  | 15,364      |
| El Molar                                     | 8,263       |
| El Vellón                                    | 1,846       |
| Estremera                                    | 1,319       |
| Fresnedillas de la Oliva                     | 1,547       |
| Fresno de Torote                             | 2,044       |
| Fuenlabrada                                  | 194,171     |
| Fuente el Saz de Jarama                      | 6,403       |
| Fuentidueña de Tajo                          | 1,936       |
| Galapagar                                    | 32,404      |
| Garganta de los Montes                       | 351         |
| Gargantilla del Lozoya y Pinilla de Buitrago | 325         |
| Gascones                                     | 171         |
| Getafe                                       | 176,659     |
| Griñón                                       | 9,938       |
| Guadalix de la Sierra                        | 5,982       |
| Guadarrama                                   | 15,488      |
| Horcajo de la Sierra-Aoslos                  | 143         |
| Horcajuelo de la Sierra                      | 86          |
| Hoyo de Manzanares                           | 7,965       |
| Humanes de Madrid                            | 19,563      |
| La Acebeda                                   | 66          |
| La Cabrera                                   | 2,560       |
| La Hiruela                                   | 54          |
| La Serna del Monte                           | 77          |
| Las Rozas de Madrid                          | 94,471      |
| Leganés                                      | 187,173     |
| Loeches                                      | 8,388       |
| Los Molinos                                  | 4,373       |
| Los Santos de la Humosa                      | 2,435       |
| Lozoya                                       | 576         |
| Lozoyuela-Navas-Sieteiglesias                | 1,210       |
| Madarcos                                     | 47          |
| Madrid                                       | 3,165,541   |
| Majadahonda                                  | 70,755      |
| Manzanares el Real                           | 8,387       |
| Meco                                         | 13,426      |
| Mejorada del Campo                           | 22,900      |
| Miraflores de la Sierra                      | 5,754       |
| Montejo de la Sierra                         | 359         |
| Moraleja de Enmedio                          | 4,984       |
| Moralzarzal                                  | 12,372      |
| Morata de Tajuña                             | 7,548       |
| Móstoles                                     | 205,614     |
| Navacerrada                                  | 2,885       |
| Navalafuente                                 | 1,266       |
| Navalagamella                                | 2,423       |
| Navalcarnero                                 | 26,954      |
| Navarredonda y San Mamés                     | 132         |
| Navas del Rey                                | 2,659       |
| Nuevo Baztán                                 | 6,018       |
| Olmeda de las Fuentes                        | 326         |
| Orusco de Tajuña                             | 1,225       |
| Paracuellos de Jarama                        | 23,104      |
| Parla                                        | 124,661     |
| Patones                                      | 537         |
| Pedrezuela                                   | 5,456       |
| Pelayos de la Presa                          | 2,471       |
| Perales de Tajuña                            | 2,799       |
| Pezuela de las Torres                        | 793         |
| Pinilla del Valle                            | 192         |
| Pinto                                        | 49,522      |
| Piñuécar-Gandullas                           | 185         |
| Pozuelo de Alarcón                           | 84,989      |
| Pozuelo del Rey                              | 1,073       |
| Prádena del Rincón                           | 134         |
| Puebla de la Sierra                          | 66          |
| Puentes Viejas                               | 627         |
| Quijorna                                     | 3,239       |
| Rascafría                                    | 1,692       |
| Redueña                                      | 261         |
| Ribatejada                                   | 689         |
| Rivas-Vaciamadrid                            | 82,715      |
| Robledillo de la Jara                        | 99          |
| Robledo de Chavela                           | 4,001       |
| Robregordo                                   | 45          |
| Rozas de Puerto Real                         | 533         |
| San Agustín del Guadalix                     | 12,862      |
| San Fernando de Henares                      | 40,095      |
| San Lorenzo de El Escorial                   | 18,038      |
| San Martín de la Vega                        | 18,734      |
| San Martín de Valdeiglesias                  | 8,344       |
| San Sebastián de los Reyes                   | 86,206      |
| Santa María de la Alameda                    | 1,177       |
| Santorcaz                                    | 851         |
| Serranillos del Valle                        | 3,990       |
| Sevilla la Nueva                             | 8,905       |
| Somosierra                                   | 77          |
| Soto del Real                                | 8,483       |
| Talamanca de Jarama                          | 3,451       |
| Tielmes                                      | 2,620       |
| Titulcia                                     | 1,258       |
| Torrejón de Ardoz                            | 126,981     |
| Torrejón de la Calzada                       | 8,171       |
| Torrejón de Velasco                          | 4,243       |
| Torrelaguna                                  | 4,697       |
| Torrelodones                                 | 23,123      |
| Torremocha de Jarama                         | 906         |
| Torres de la Alameda                         | 7,769       |
| Tres Cantos                                  | 44,764      |
| Valdaracete                                  | 641         |
| Valdeavero                                   | 1,407       |
| Valdelaguna                                  | 841         |
| Valdemanco                                   | 911         |
| Valdemaqueda                                 | 779         |
| Valdemorillo                                 | 12,168      |
| Valdemoro                                    | 72,988      |
| Valdeolmos-Alalpardo                         | 3,880       |
| Valdepiélagos                                | 574         |
| Valdetorres de Jarama                        | 4,260       |
| Valdilecha                                   | 2,749       |
| Valverde de Alcalá                           | 430         |
| Velilla de San Antonio                       | 12,222      |
| Venturada                                    | 2,014       |
| Villaconejos                                 | 3,350       |
| Villa del Prado                              | 6,295       |
| Villalbilla                                  | 12,719      |
| Villamanrique de Tajo                        | 705         |
| Villamanta                                   | 2,497       |
| Villamantilla                                | 1,334       |
| Villanueva de la Cañada                      | 19,611      |
| Villanueva del Pardillo                      | 16,950      |
| Villanueva de Perales                        | 1,486       |
| Villar del Olmo                              | 1,981       |
| Villarejo de Salvanés                        | 7,265       |
| Villaviciosa de Odón                         | 27,276      |
| Villavieja del Lozoya                        | 270         |
| Zarzalejo                                    | 1,565       |